# No Mercy (2017)
No Mercy (2017) foi um evento de luta livre profissional produzido pela WWE e transmitido em formato pay-per-view e pelo WWE Network, que ocorreu em 24 de setembro de 2017 no Staples Center, em Los Angeles, Califórnia. Este foi o décimo terceiro e último evento da cronologia do No Mercy e o décimo segundo pay-per-view de 2017 no calendário da WWE.

## Antes do evento
No Mercy teve combates de luta profissional de diferentes lutadores com rivalidades e histórias pré-determinadas, que se desenvolveram no Raw — programa de televisão da WWE, tal como nos programas transmitido pelo WWE Network – 205 Live e Main Event. Os lutadores interpretaram um vilão ou um mocinho seguindo uma série de eventos para gerar tensão, culminando em várias lutas.

## Resultados
| Nº                                          | Resultados                                                      | Estipulações                                            | Tempo |
| ------------------------------------------- | --------------------------------------------------------------- | ------------------------------------------------------- | ----- |
| Pré- show                                   | Elias derrotou Apollo Crews (com Titus O'Neil)                  | Luta individual                                         | 8:34  |
| 1                                           | The Miz (c) (com Bo Dallas e Curtis Axel) derrotou Jason Jordan | Luta individual pelo Campeonato Intercontinental da WWE | 10:13 |
| 2                                           | Finn Bálor derrotou Bray Wyatt                                  | Luta individual                                         | 11:32 |
| 3                                           | Dean Ambrose e Seth Rollins (c) derrotaram Cesaro e Sheamus     | Luta de duplas pelo Campeonato de Duplas do Raw         | 15:55 |
| 4                                           | Alexa Bliss (c) derrotou Bayley, Emma, Nia Jax e Sasha Banks    | Luta fatal 5-way pelo Campeonato Feminino do Raw        | 9:40  |
| 5                                           | Roman Reigns derrotou John Cena                                 | Luta individual                                         | 22:05 |
| 6                                           | Enzo Amore derrotou Neville (c)                                 | Luta individual pelo Campeonato dos Pesos-Médios da WWE | 10:40 |
| 7                                           | Brock Lesnar (c) (com Paul Heyman) derrotou Braun Strowman      | Luta individual pelo Campeonato Universal da WWE        | 9:00  |
| (c) – Refere-se aos campeões antes da luta. |                                                                 |                                                         |       |